# コマドリの賭け

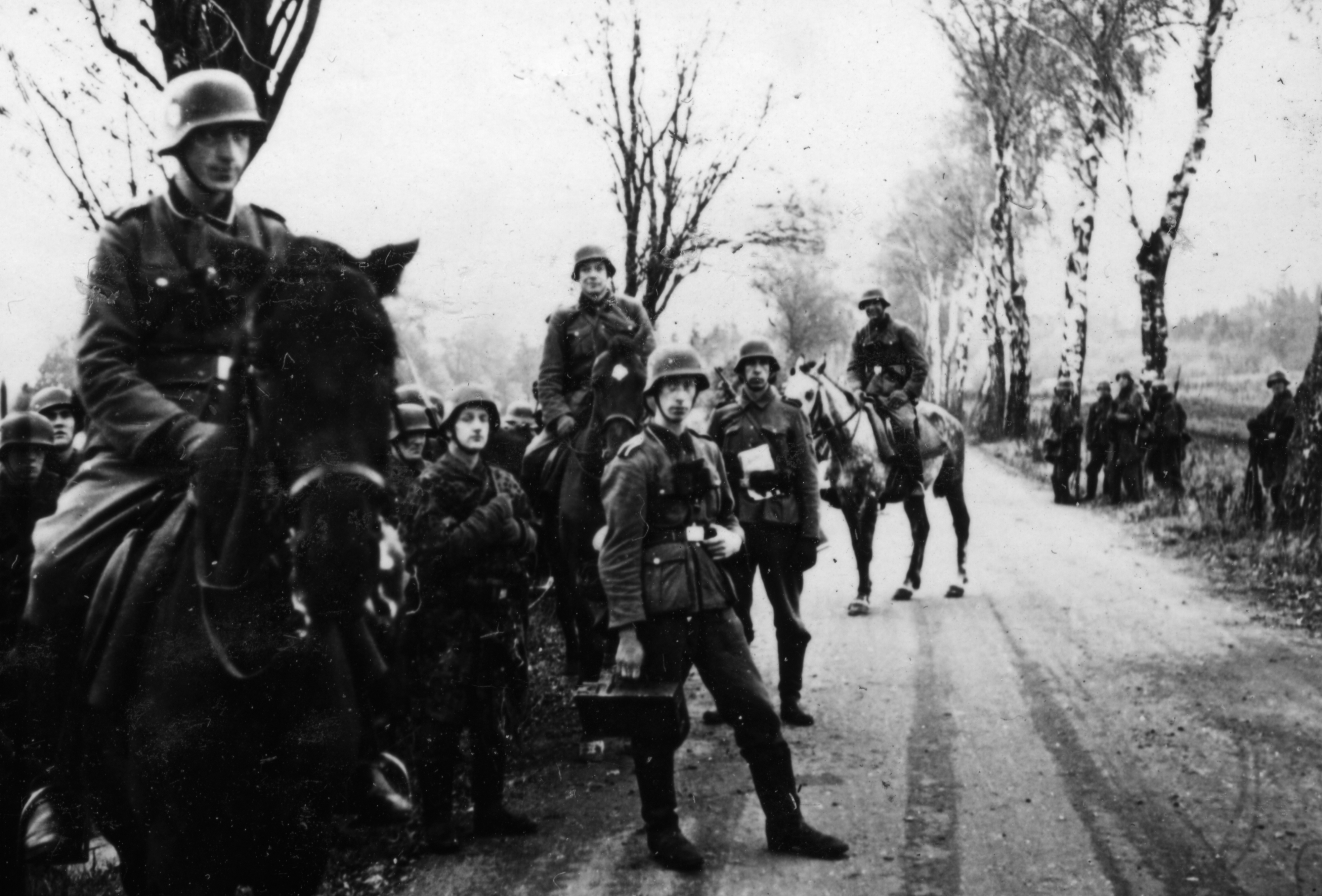
ロシアでのノルウェー連隊の兵士

『コマドリの賭け』（コマドリのかけ）は、ジョー・ネスボ著によるノルウェーの警察小説である。

## あらすじ
オスロ市警察の刑事ハリー・ホーレは国賓警護任務中に引き起こした不運な出来事により栄転を装った異動でPOT局（公安警察、Politiets Overvåkningstjeneste）本部に移ってきた。各地のPOT支局からあげられてくる報告書の選別という退屈な仕事の中でシーエン 警察からの「狩猟期間でもない時に銃声がしたという通報を受けて調査したところ非常に珍しい口径16ミリのドイツ製ライフルの薬莢が発見された。」という報告が目に留まった。生産数も少なく非常に高価でノルウェー国内では登録されたことのないこの銃に興味を持ったホーレはその流入経路の捜査を始めた。
ホーレの捜査の結果、ライフルは南アフリカ共和国で逮捕勾留されている武器密輸業者の手でノルウェーに持ち込まれ第二次世界大戦時にドイツ側の兵士として従軍した経験があると考えられる老人に売り渡されたことが分かった。歴史学者の力を借り当時の従軍兵士の生存者を探すホーレは、一方で武器調達の依頼経路からの調査を元同僚の刑事エレン・イェテルンに依頼した。

## 登場人物
ハリー・ホーレ
POT局警部。元オスロ市警察の刑事。
エレン・イェテルン
オスロ市警察の刑事。ホーレの元同僚。
ビャルネ・モッレル
オスロ市警察の刑事部長。ホーレの元上司。
クルト・マイリク
POT局長。ホーレの上司。
エーヴェン・ユール
歴史学者